# Orthotrichia garbunga
Orthotrichia garbunga är en nattsländeart som beskrevs av Wells 1990. Orthotrichia garbunga ingår i släktet Orthotrichia och familjen smånattsländor. Inga underarter finns listade i Catalogue of Life.